# Villers-Cotterêts
Villers-Cotterêts – miejscowość i gmina we Francji, w regionie Hauts-de-France, w departamencie Aisne.
Według danych na styczeń 2014 roku gminę zamieszkiwało 10 807 osób, a gęstość zaludnienia wynosiła 259,6 osób/km².